# Timor
Timor è l'isola principale dell'arcipelago delle Piccole Isole della Sonda, parte dell'arcipelago malese.
Il suo territorio è diviso tra lo stato indipendente di Timor Est e la provincia indonesiana di Nusa Tenggara Orientale. 

Ha una superficie di circa 30.777 km² e una popolazione di circa 3 milioni di abitanti.

## Geografia
L'isola di Timor si estende in direzione est-ovest per circa 500 km con una larghezza di circa 80 km. L'estremo occidentale si trova circa 150 km più a sud di quello orientale. L'isola di Timor è la più orientale delle isole della Sonda minori, da qui il nome, derivato dal termine indonesiano timur che significa est.
Alcune centinaia di km a ovest nord-ovest si trovano le isole di Flores e Alor, 600 km a nord-ovest si trova l'isola di Sulawesi (un tempo chiamata Celebes), a ovest l'isola di Sumba. 1100 km a est si trova la Nuova Guinea mentre a sud, oltre il mar di Timor si trova l'Australia.
Il punto più elevato dell'isola è il monte Tatamailau (2.960 m s.l.m.).
Da un punto di vista politico l'isola è divisa in una parte (Timor Ovest, in lingua locale Timor Barat) appartenente alla provincia indonesiana di Nusa Tenggara Timur, questa parte si estende per circa 19.000 km² e comprende circa due milioni di abitanti, il capoluogo è la città di Kupang. La parte orientale dell'isola costituisce la repubblica democratica di Timor Est (ufficialmente Timor-Leste) della quale fanno parte anche l'exclave di Oecussi-Ambeno situato sulla costa nord-occidentale di Timor Ovest e le isole minori di Atauro e Jaco per una superficie complessiva di 15.007 km² e circa mezzo milione di abitanti, la capitale è la città di Dili.

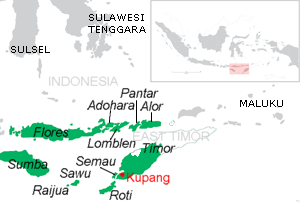
Localizzazione
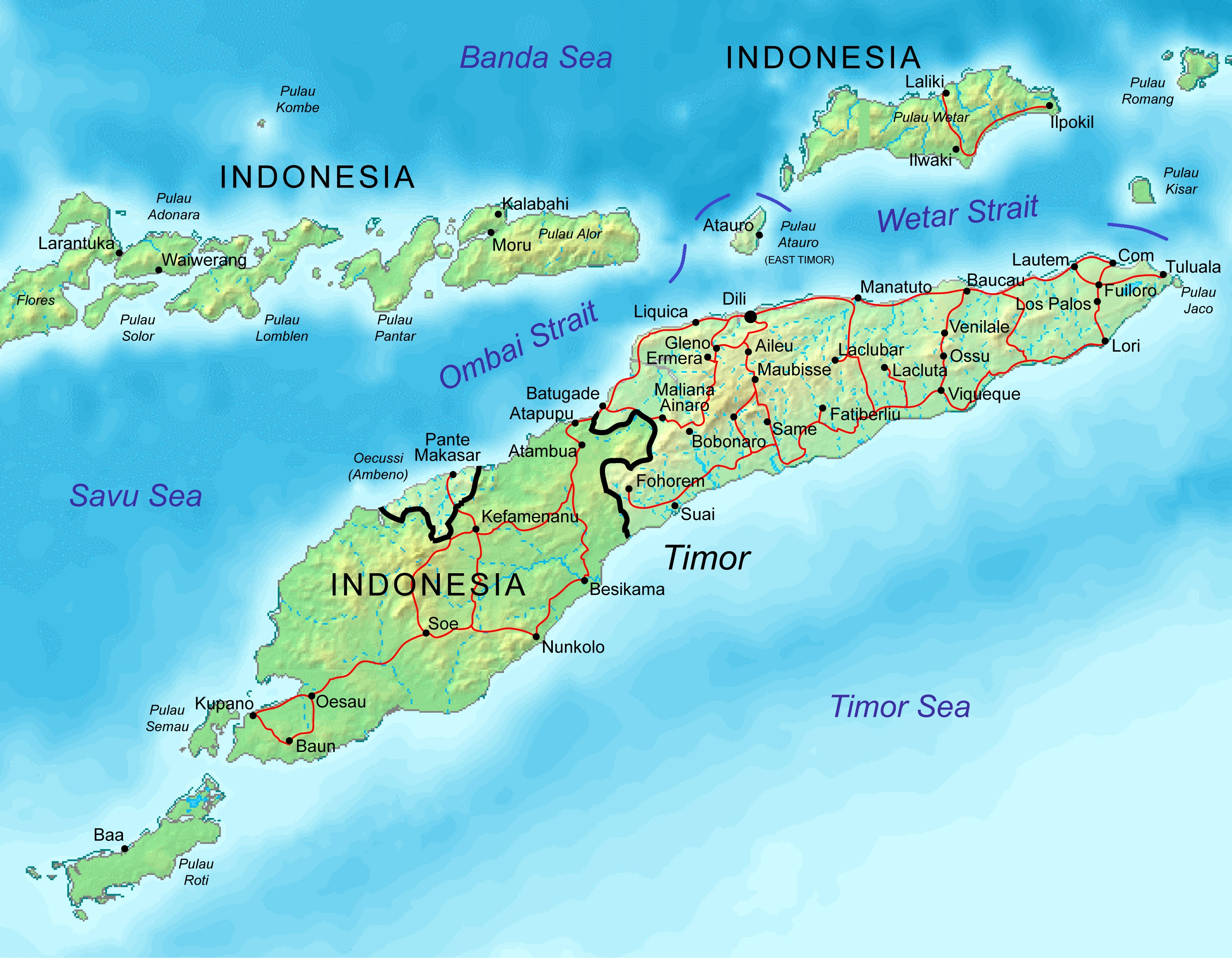
Suddivisione amministrativa

## Lingua, gruppi etnici e religione
Gli antropologi identificano undici distinti gruppi etno-linguistici a Timor. I più grandi sono gli Atoni di Timor occidentale e il Tetum di Timor centrale e orientale. La maggior parte delle lingue timoresi indigene appartiene al ramo Timor-Babar delle lingue austronesiane parlate in tutto l'arcipelago indonesiano. Sebbene manchino prove lessicali, si ritiene che le lingue non austronesiane di Timor siano imparentate con le lingue parlate ad Halmahera e nella Nuova Guinea Occidentale dette lingue halmahera-cenderawasih. Alcuni sono così misti che è difficile dire da quale famiglia discendano.
Le lingue ufficiali di Timor Est sono il tetum e il portoghese, mentre a Timor Ovest è l'indonesiano. Anche l'indonesiano, un dialetto standardizzato del malese, è ampiamente parlato e compreso a Timor Est.
Il cristianesimo è la religione dominante in tutta l'isola di Timor, con circa il 90% della popolazione. Tuttavia, è distribuito in modo diseguale poiché Timor occidentale è protestante al 58% e cattolico al 37%, mentre Timor orientale è cattolica al 98% e protestante all'1%. L'Islam e l'animismo costituiscono la maggior parte del resto a circa il 5% ciascuno in tutta l'isola.

## Fauna
L'isola di Timor si trova nella zona di transizione biogeografica tra Asia e Australia detta linea di Wallace, per cui vi si possono trovare esemplari faunistici (e floreali) di entrambi i continenti. Tra la fauna che caratterizza Timor (spesso anche non in via esclusiva, essendo facile individuare esemplari della stessa specie o sottospecie nelle isole vicine) sono da segnalare:
Animali marini
- Metalegoceras evolutum, specie di mollusco del genere Metalegoceras
- Octopus spinosus, specie di polpo
- Okenia brunneomaculata, specie appartenente alla famiglia dei Goniodorididae dei molluschi Nudibranchia

Mammiferi terrestri
- Acerodon mackloti mackloti, sottospecie del pipistrello Acerodon mackloti
- Cynopterus nusatenggara nusatenggara, sottospecie di pipistrello della frutta dal muso corto di Nusa Tenggara
- Cynopterus titthaecheilus terminus, sottospecie di pipistrello della frutta dal muso corto indonesiano
- Dobsonia peroni peroni, una sottospecie del Pipistrello della frutta dal dorso nudo occidentale
- Hipposideros bicolor hilli, sottospecie di pipistrello hipposideros bicolor
- macaco cinomolgo, specie di scimmie
- Macroglossus minimus lagohilus, una sottospecie del pipistrello della frutta dalla lingua lunga minore
- Myotis muricola muricola, una sottospecie del pipistrello Myotis muricola
- Nyctimene keasti babari, una sottospecie del pipistrello della frutta dalle narici a tubo di Keast
- Paradoxurus hermaphroditus sumbanus, sottospecie della civetta delle palme comune
- pipistrello dal naso largo
- Pteropus alecto morio, una sottospecie del pipistrello detto volpe volante nera
- Pteropus griseus griseus , una sottospecie del pipistrello detto volpe volante grigia
- Pteropus lombocensis salottis, sottospecie di pipistrello detto volpe volante di Lombok
- Pteropus vampyrus edulis, sottospecie di pipistrello detto volpe volante malese
- ratto di foresta di Timor
- Rhinolophus euryotis euryotis, sottospecie del pipistrello Rhinolophus euryotis
- Rhinolophus montanus, specie di pipistrello (avvistato solo a Timor Est)
- Rhinolophus canuti timoriensis, una sottospecie del pipistrello Rhinolophus canuti
- Rousettus amplexicaudatus infumatus, sottospecie del pipistrello detto rossetto di Geoffroy
- Rusa timorensis timorensis, sottospecie di sambar dalla criniera
- Sus scrofa timorensis, sottospecie di cinghiale
- Sus celebensis timoriensis, sottospecie di cinghiale dalle verruche di Celebes
- Scotorepens sanborni, pipistrello

Uccelli
- Alcedo atthis floresiana, sottospecie di martin pescatore
- Aprosmictus jonquillaceus jonquillaceus, sottospecie del pappagallo spalleoliva
- cappuccino dai cinque colori
- colomba di Wetar (avvistata solo a Timor Est)
- diamante di Tanimbar
- lorichetto iridato, specie di pappagallo
- passero delle Molucche
- pigliamosche di Tanimbar
- schiribilla dai sopraccigli
- Taeniopygia guttata guttata, sottospecie di diamante mandarino

Rettili
- serpente acquatico di Timor
- serpente lupo comune
- tartaruga dal guscio molle della Cina

Insetti
- Timorimyia bidentata, insetto appartenente alla superfamiglia Stratiomyoidea

Fossili di animali
Sono stati poi ritrovati fossili di animali preistorici quali:
- Mixosaurus, ittiosauro vissuto nel triassico;
- Globidens, rettile marino vissuto nel cretacico superiore